# Valerio Baldini
Pour les articles homonymes, voir Baldini.
Valerio Baldini, né le 25 octobre 1939 à Bologne, et mort le 14 janvier 2012 dans la même ville, est un homme politique italien membre de Forza Italia et ancien parlementaire européen.

## Biographie
En 1994, il se présente au Sénat dans la circonscription de Modène : soutenu par le centre-droit, il obtient 20,8% des voix et est battu par le représentant du Parti progressiste, Luciano Guerzoni.
Il est élu député européen lors des élections de 1994 pour les listes de Forza Italia. Il est membre de la commission du développement et de la coopération et de l'assemblée paritaire de la convention entre les États d'Afrique, des Caraïbes et du Pacifique et l'Union européenne (ACP-UE).
Valerio Baldini meurt le 14 janvier 2012.